# Kamienne Górki
Kamienne Górki (335 m, 344 m) – wzniesienie na Wyżynie Częstochowskiej po północnej stronie zabudowanego obszaru wsi Biskupice w województwie śląskim. Znajduje się w południowo-zachodniej części Sokolich Gór, już poza obrębem rezerwatu przyrody Sokole Góry.
Kamienne Górki porasta las z niewielkimi skałkami wapiennymi. Jej północno-wschodnimi zboczami prowadzi szlak turystyki rowerowej, a obrzeżem szlak turystyki pieszej.